# Альфа Часов
Альфа Часов (α Hor, α Horologii) — оранжевый гигант, самая яркая звезда в созвездии Часов. Расстояние до Земли составляет 117 световых лет, Видимая звёздная величина равна +3.86 — звезда видна невооружённым глазом. Может быть найдена на юге России в ясную погоду вблизи южного горизонта. 

## Характеристики
Светимость Альфы Часов в 31.6 раза больше, чем у Солнца, радиус в 8.6 раза превышает солнечный. Температура поверхности звезды немного холоднее солнечной — около 4675 кельвинов. Лучевая скорость Альфы Часов составляет +21.7 ± 0.9 км/с.  